# أحمد فضل شبلول
أحمد فضل شبلول، كاتب، وصحفي، وناقد، وشاعر مصري من مواليد عام 1953، صدر له العديد من الأشعار والقصص للأطفال. كما حاز على جوائز عديدة منها جائزة الدولة التشجيعية في مجال الأدب عام 2008 عن ديوانه للأطفال «أشجار الشارع أخواتي».

## سيرته الذاتية
ولد أحمد فضل شبلول في محافظة الإسكندرية بتاريخ 23 فبراير 1953. درس في جامعة الإسكندرية وتخرج منها بشهادة بكالوريوس في التجارة، عام 1978. بعد تخرجه، عمل شبلول في مجال الفنادق والسياحة، وعمل محرراً وباحثاً في الصحافة الورقية والإلكترونية. كما عمل في مجال النشر العلمي والمطابع ومديرا للتحرير والنشر بشركة الدائرة للإعلام بالرياض منذ عام 1987 وحتى 1991. وبعدها بعام أصبح محررا ومصححا لغويا بإدارة النشر العلمي والمطابع بجامعة الملك سعود بالرياض في عام 1991 حيث عمل فيها لمدة ثمان سنوات. بعدها عمل محررا وباحثا أدبيا بمجلة العربي بالكويت في 2010 قبل أن يعمل مسؤولا لبرامع البابطين الثقافية بقناة البوادي الفضائية في الكويت. ويعمل الآن رئيساً للقسم الثقافي لشبكة ميدل إيست أونلاين. وشارك شبلول كذلك في تأسيس جماعة فاروس للآداب والفنون في الإسكندرية. وشغل منصب نائب رئيس اتحاد كتاب الإنترنت العرب منذ عام 2005 وحتى عام 2009. كما كان عضو مجلس إدارة هيئة الفنون والآداب والعلوم الاجتماعية بالإسكندرية، وعضو نادي القصة بالقاهرة، وعضو مجلس إداة اتحاد كتاب مصر، ورئيس لجنة العلاقات العربية بالاتحاد وغيرهم.
بدأ شبلول في كتابة الشعر منذ أن كان طالباً في المرحلة الثانوية، حيث كان يشارك في نادي الشعر بقصر الحرية لسنوات عديدة. وقد صدر حتى الآن لشبلول 13 ديوانا شعرياً منها ديوانه الشعري الأخير «أختيئي في صدري» الصادر في عام 2017. كما له عدة أشعار للأطفال، ومؤخرا دخل عالم الروايات بعد أن أصدر روايته الأولى بعنوان «رئيس التحرير.. أهواء السيرة الذاتية». هذا بالإضافة إلى أن لشبلول العديد من الإصدارات في مجال أدب الرحلات وأدب الأطفال، والدراسات الأدبية والنقدية وقد ترجمت بعض أعماله إلى لغات عديدة منها الإنجليزية، والفرنسية، والألمانية وغيرهم. وقد حصل على جوائز عديدة خلال مشواره الأدبي منها جائزة الدولة التشجيعية في مجال الأدب عام 2008 عن ديوانه للأطفال «أشجار الشارع أخواتي»، وجائزة الدولة للتفوق في الآداب عام 2019.

## من مؤلفاته
بعض من مؤلفاته تشمل الآتي:

### دواوين شعرية
- مسافر إلى الله 1980
- ويضيع البحر 1985
- عصفوران في البحر يحترقان 1986
- تغريد الطائر الآلي 1996
- الطائر والشباك المفتوح 1999
- إسكندرية المهاجرة 1999
- شمس أخرى. بحر آخر 2000
- الماء لنا والورود 2001
- بحر آخر (مختارات شعرية مترجمة للفرنسية) 2003

### أدب الطفل
- أشجار الشارع أخواتي - شعر 1994
- حديث الشمس والقمر - شعر 1997
- بيريه الحكيم يتحدث 1999
- طائرة ومدينة - شعر 2001
- عائلة الأحجار 2003

### روايات
- رئيس التحرير.. أهواء السيرة الذاتية
- الحجر العاشق.
- اللون العاشق.
- الماء العاشق.
- الليلة الأخيرة في حياة محمود سعيد.
- الليلة الأخيرة في حياة نجيب محفوظ.

## الجوائز والتكريمات
حصل شبلول على الجوائز التالية:
- الجائزة الأولى من المجلس الأعلى للثقافة ـ لجنة الدراسات الأدبية واللغوية عام 1999 عن بحث «تكنولوجيا أدب الأطفال»
- درع ندوة الثقافة والعلوم بدبي ـ عن بحثه «ثقافة الطفل في عصر التكنولوجيا» 2003.
- درع الاتحاد  العام للكتاب والأدباء العرب واتحاد الكتاب الجزائريين لمشاركته ببحث " الطفل والحرب في فضاء الشعرية العربية المعاصرة، بالمؤتمر العام الثاني والعشرين للأدباء والكتاب العرب المنعقد بالجزائر 2003.
- جائزة الجدارة والتميز ـ من جمعية نهوض وتنمية المرأة بالقاهرة عن دراسته «قراءة في الإبداع الروائي للمرأة المصرية» ـ 2004.
- شهادة تكريم من الجمعية الدولية للمترجمين والمبدعين (واتا) ـ 2007.
- جائزة التكريم عن مجمل أعماله من دار نعمان للثقافة بلبنان ـ 2007.
- شهادة تقدير من هيئة أبوظبي للثقافة والتراث ـ أبوظبي ـ للمشاركة الإعلامية في مهرجان ومسابقة «شاعر المليون» 2008.
- جائزة الدولة التشجيعية في الآداب، شعر الأطفال عن ديوان «أشجار الشارع أخواتي» 2008.
- درع التكريم من مجلة دبي الثقافية ـ دبي 2009.
- درع التكريم من مؤتمر أدباء مصر 2009.
- تكريم الاتحاد العربي للإعلام الإلكتروني 2010.
- تكريم وتقدير من ملتقى الشارقة للشعر العربي الثامن 2010.
- تكريم من الهيئة العامة لقصور الثقافة 2016.
- تكريم من مدرسة الشموخ العالمية بسلطنة عمان 2017
- جائزة الدولة للتفوق في الآداب عام 2019